# United Artists

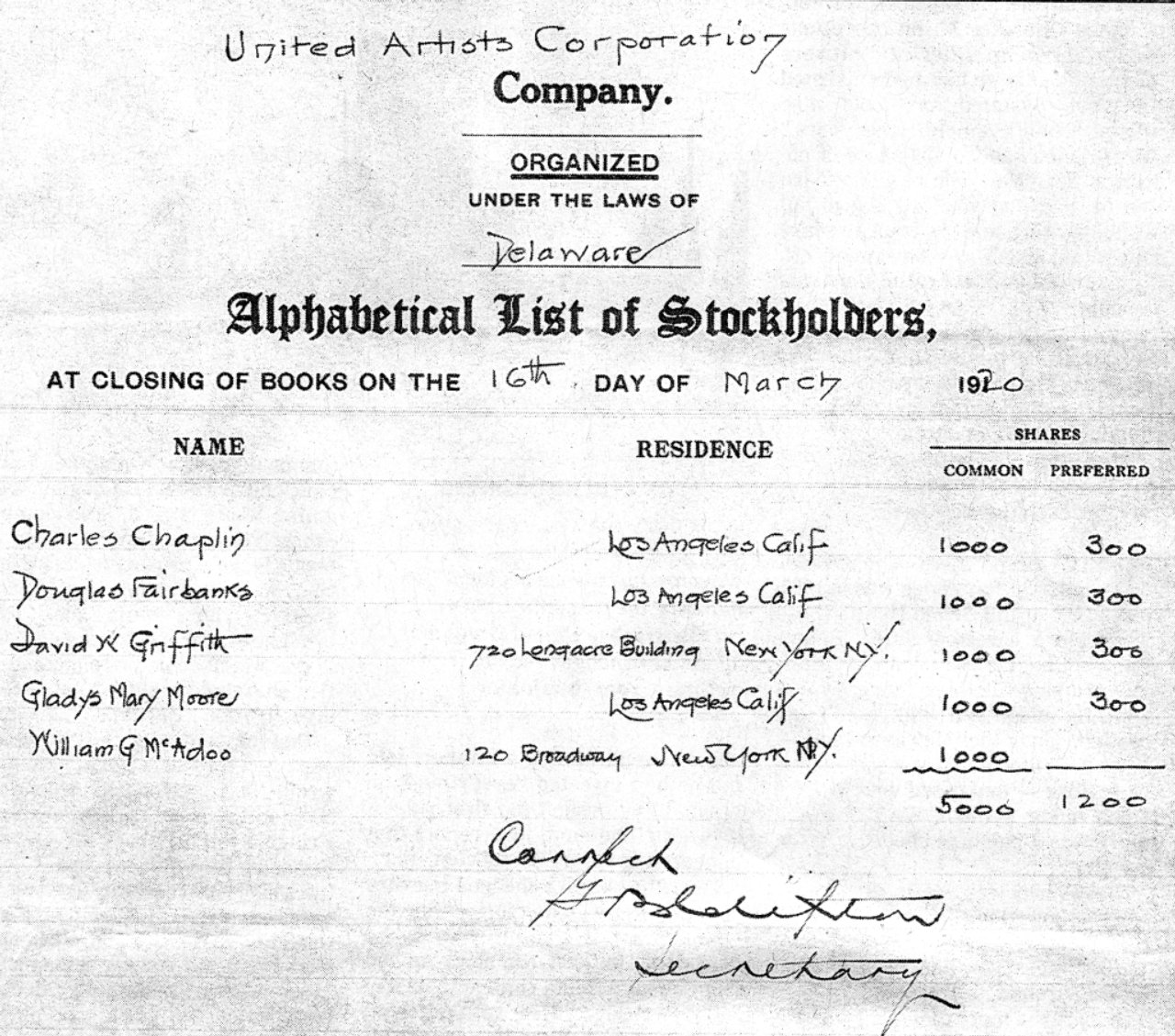
Contratto autografo dell'apertura della UA nel 1920.

United Artists Corporation è una casa di produzione e distribuzione cinematografica statunitense.

## Storia

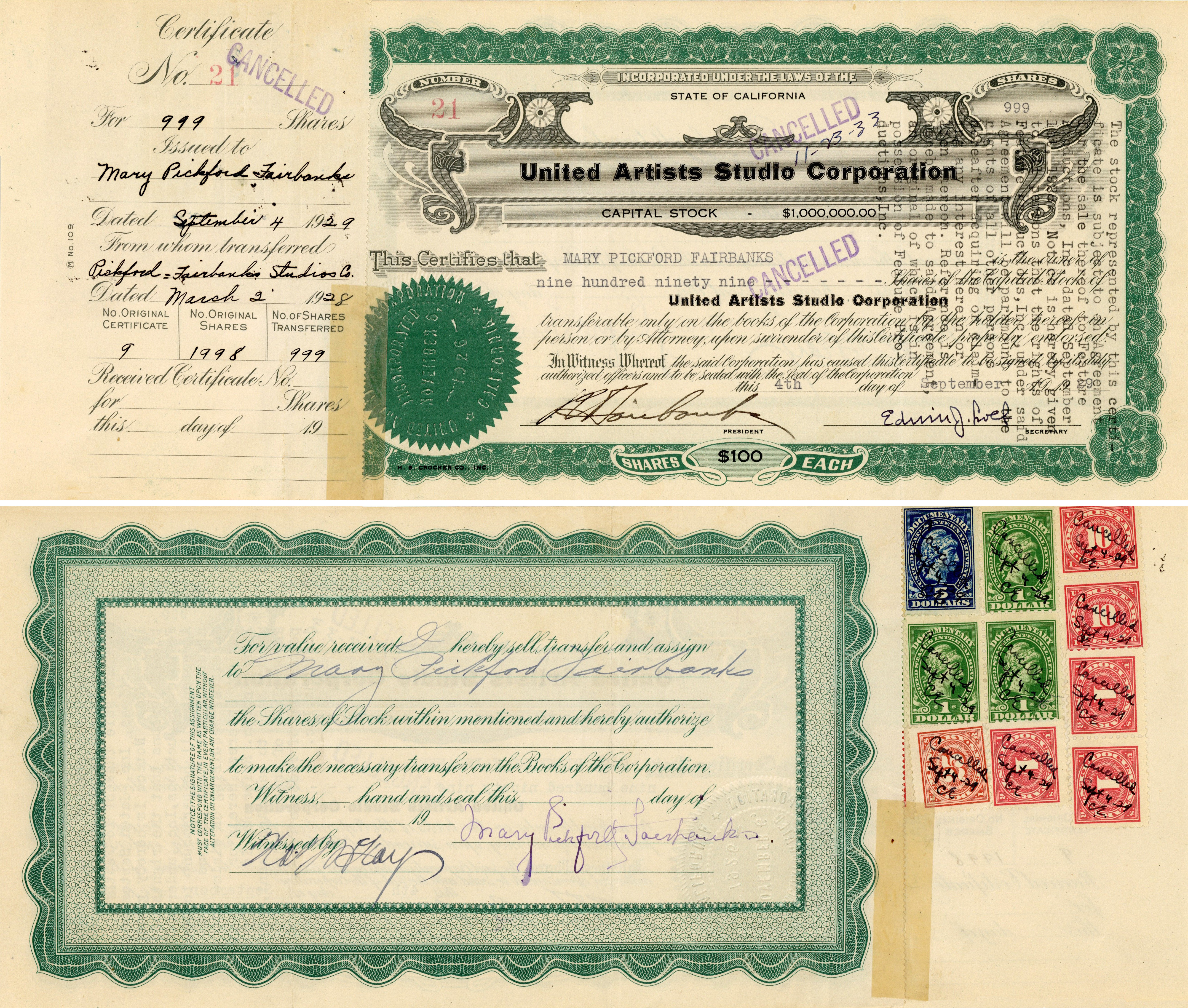
Certificato di United Artists Studio Corporation per 999 azioni a 100 dollari l'una, emessa il 4 settembre 1929 a Mary Pickford Fairbanks e da lei firmata sul retro nell'originale (immagine in basso)

È stata fondata il 5 febbraio 1919 come casa di distribuzione da quattro grandi attori e registi di Hollywood: Charles Chaplin, Douglas Fairbanks, Mary Pickford e David Wark Griffith. Si narra che alla sua fondazione il produttore Richard A. Rowland della Metro Pictures Corporation abbia esclamato "I matti si sono impossessati del manicomio!", a sottolineare che, per la prima volta, degli attori prendevano le redini di una compagnia cinematografica.
Dal 1923 al 1952 la United Artists produsse tutti i film di Chaplin, i più importanti della sua carriera.
Nel 1941 partecipò alla fondazione della Society of Independent Motion Picture Producers, società indipendente dagli Studios. Nel 1951 Arthur Krim e Robert Benjamin subentrano alla guida del gruppo.
Da una costola della United Artists è nata nel 1957 l'etichetta discografica United Artists Records.
Dal 1967 al 1981 la UAC fu acquisita dal gruppo Transamerica. Negli anni sessanta puntò su registi come John Sturges, Stanley Kramer, Norman Jewison e Robert Aldrich e negli anni settanta Woody Allen, Bernardo Bertolucci e Miloš Forman.

La United Artists dal 1981 fa parte del gruppo Metro-Goldwyn-Mayer, dopo essere stata in grossi guai finanziari che portarono al fallimento, a causa del flop del costoso film I cancelli del cielo di Michael Cimino uscito nel 1980.

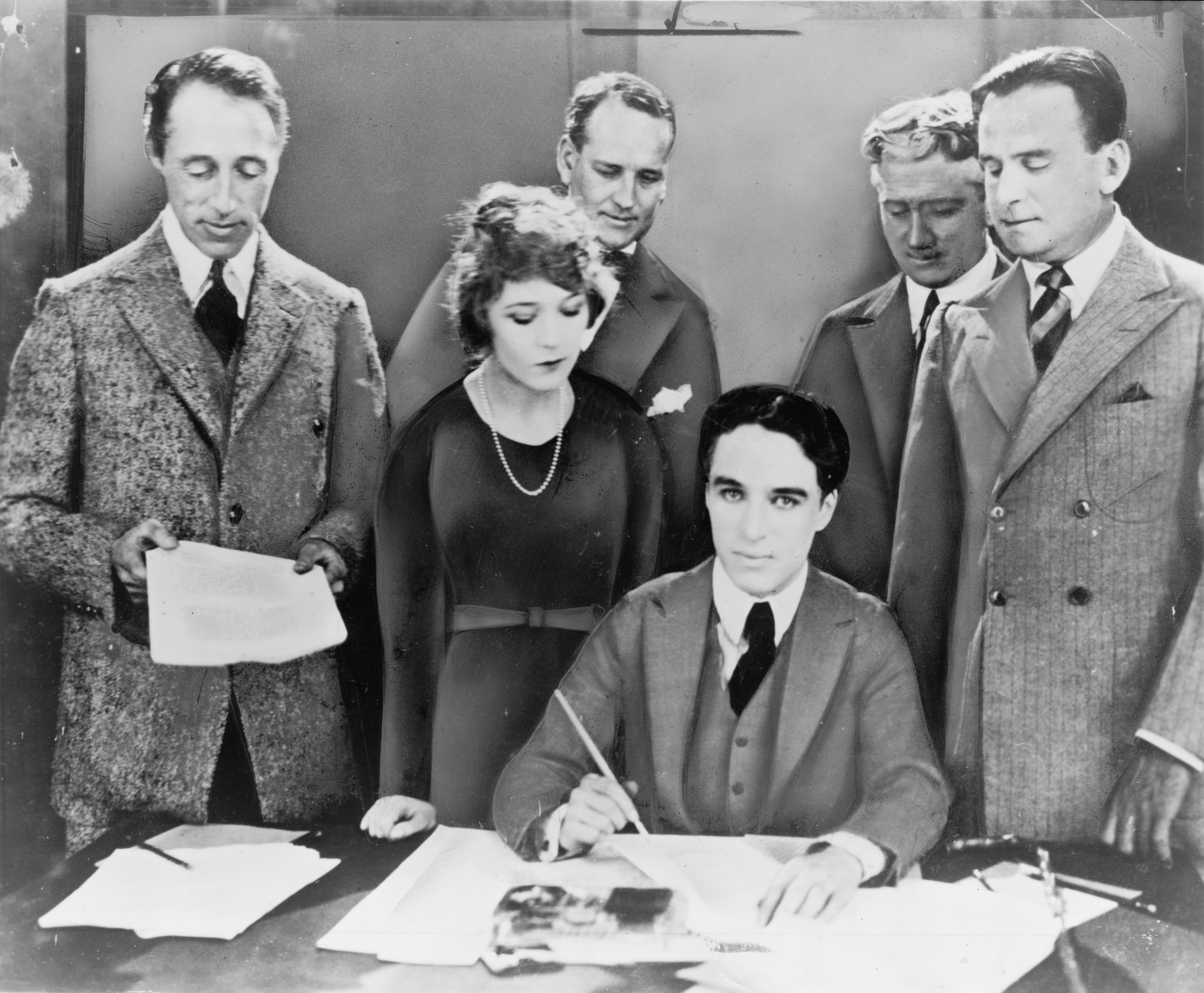
5 febbraio 1919: la firma dei fondatori della United Artists: da sin. Griffith, Pickford, Chaplin (seduto) e Fairbanks. In secondo piano gli avvocati Albert Banzhaf (a sin.) e Dennis F. O'Brien (a destra)

### L'era Cruise-Wagner
Il 2 novembre 2006, la MGM ha annunciato che l'attore Tom Cruise e la sua socia, la produttrice Paula Wagner, avrebbero preso le redini della nuova United Artists. Questo accordo è avvenuto dopo che la Viacom, società proprietaria della Paramount, ha chiuso la collaborazione con Cruise.
L'attore e la Wagner hanno acquisito un piccolo pacchetto azionario della UA dopo l'approvazione del consorzio che detiene la proprietà del gruppo MGM/UA per produrre film indipendenti, distribuiti poi dalla MGM.
Paula Wagner è stata nominata direttore esecutivo della United Artists ed è stata annunciata la produzione di almeno quattro film all'anno, dei quali Tom Cruise sarà il produttore ed occasionalmente anche star dei film in produzione. Il primo film prodotto dalla coppia Cruise/Wagner è Leoni per agnelli di Robert Redford. Il 14 agosto 2008 Paula Wagner lasciò l'incarico per dedicarsi alla produzione di film indipendenti.
Nel 2011 è stata interamente comprata dalla MGM.

### United Artists Media Group
Il 22 settembre 2014 la MGM crea la United Artists Media Group, una compagnia che cura gli interessi delle case di produzione One Three Media e della Lightworkers Media. Il produttore Mark Burnett divenne direttore esecutivo e sua moglie, l'attrice Roma Downey, la presidente della UAMG.

## Produzioni

### Anni dieci
- Per la patria (1919)
- Giglio infranto (Broken Blossom) (1919) di David W. Griffith
- Sua Maestà Douglas (His Majesty, the American) (1919)
- When the Clouds Roll by (1919)

### 1920
- Sogno e realtà (Suds) (1920) di John Francis Dillon con il nome di Jack Dillon
- Pollyanna (1920) di Paul Powell
- Down on the Farm (1920) di Ray Grey (col nome Ray Gray)
- Romance (1920) di Chester Withey
- Un pulcino nella stoppa (The Mollycoddle) (1920) di Victor Fleming
- Il fiore dell'isola (The Love Flower) (1920) di David W. Griffith
- Agonia sui ghiacci (Way Down East) (1920) di David W. Griffith
- Il segno di Zorro (The Mark of Zorro) (1920) di Fred Niblo

### 1921
- The Love Light (1921) di Frances Marion
- Le due orfanelle (Orphans of the Storm) (1921) di David W. Griffith
- Come presi moglie (The Nut) (1921) di Theodore Reed
- Amore d'altri tempi (Dream Street) (1921) di David W. Griffith
- Through the Back Door (1921) di Alfred E. Green e Jack Pickford
- Disraeli (1921) di Henry Kolker
- I tre moschettieri (1921) di Fred Niblo

### 1922
- Robin Hood (1922) di Allan Dwan
- Tess of the Storm Country  (1922) di John S. Robertson

### 1923
- The Girl I Loved, regia di Joseph De Grasse (1923)
- The Shriek of Araby (1923)
- La rosa bianca (The White Rose) (1923) di David W. Griffith
- Rosita (1923) di Ernst Lubitsch e Raoul Walsh
- La donna di Parigi (1923)
- Paddy the Next Best Thing (1923)

### 1924
- America (1924)
- Il ladro di Bagdad (1924) di Raoul Walsh
- Dorothy Vernon (Dorothy Vernon of Haddon Hall) di Marshall Neilan
- Isn't Life Wonderful (1924)

### 1925
- The Salvation Hunters (1925)
- Waking Up the Town (1925)
- Don X, figlio di Zorro (Don Q Son of Zorro) (1925) di Donald Crisp
- La febbre dell'oro (1925)
- Wild Justice (1925)
- Zingaresca (Sally of the Sawdust) (1925)
- Little Annie Rooney (1925)
- L'aquila (1925)
- Stella Dallas10 (1925)
- Tumbleweeds (1925)

### 1926
- A Woman of the Sea (1926)
- Partners Again (1926)
- Il pirata nero (The Black Pirate) (1926) di Alan Parker
- The Bat (1926)
- Sparrows (1926) di William Beaudine
- The Unknown Soldier, regia di Renaud Hoffman (1926)
- The Son of the Sheik (1926)
- The Winning of Barbara Worth (1926)

### 1927
- The Night of Love17 (1927)
- Come vinsi la guerra (1927)
- Gli amori di Sonia (The Love of Sunya) (1927)
- Resurrezione (1927)
- Topsy and Eva (1927)
- Tuo per sempre (1927)
- The Magic Flame (1927)
- Two Arabian Nights (1927)
- My Best Girl (1927)
- The Devil Dancer (1927)
- Padre (Sorrell and Son) (1927) di Herbert Brenon
- Il gaucho (The Gaucho) (1927) di F. Richard Jones
- The Dove (1927) di Roland West

### 1928
- The Three Passions (1928)
- Il circo (1928) di Charles Chaplin
- Tristana e la maschera (Sadie Thompson) (1928) di Raoul Walsh
- La legge dell'amore (Drums of Love) (1928) di David W. Griffith
- The Garden of Eden, regia di Lewis Milestone (1928)
- Two Lovers (1928)
- Io... e il ciclone (1928)
- Ramona (1928) di Edwin Carewe
- Tempest (1928) di Sam Taylor
- La donna contesa (The Woman Disputed) (1928)
- La battaglia dei sessi (1928) di David W. Griffith
- Revenge (1928)
- Il risveglio (1928)

### 1929
- Il soccorso (The Rescue), regia di Herbert Brenon (1929)
- La canzone del cuore (Lady of the Pavements) (1929) di David W. Griffith
- La maschera di ferro (1929) di Allan Dwan
- Coquette (1929) di Sam Taylor
- Alibi (1929)
- Cercasi avventura (1929)
- Eternal Love (1929)
- This Is Heaven (1929)
- She Goes to War (1929)
- Evangeline (1929)
- Three Live Ghosts (1929)
- Vénus (1929)
- Overture of 1812 (1929)
- La bisbetica domata (The Taming of the Shrew)' (1929) di Sam Taylor
- L'isola del diavolo (Condemned) (1929) di Wesley Ruggles
- L'intrusa (The Trespasser) (1929) di Edmund Goulding
- La porta chiusa (1929)
- Irish Fantasy (1929)
- Notti di New York (New York Nights), regia di Lewis Milestone (1929)

### Anni trenta
- Gli angeli dell'inferno1 (1930)
- The Lottery Bride (1930)
- Il cavaliere della libertà10 (1930)
- Luci della città11 (1931)
- Un popolo muore (1931)
- The Front Page (1931)
- Pioggia* (1932)
- Scarface - Lo sfregiato1 (1932)
- I Cover the Waterfront (1933)
- Blood Money (1933) (solo distribuzione; prodotto da 20th Century Pictures)
- La casa dei Rothschild (1934) (solo distribuzione; prodotto da 20th Century Pictures)
- Born to Be Bad (1934) (solo distribuzione; prodotto da 20th Century Pictures)
- Il sergente di ferro (1935) (solo distribuzione; prodotto da 20th Century Pictures; ora di proprietà della 20th Century Fox)
- Tempi moderni11 (1936)
- Lord Fauntleroy* (1936) (solo distribuzione; prodotto da Selznick International Pictures)
- Infedeltà10 (1936)
- Il prigioniero di Zenda2 (1937) (solo distribuzione; prodotto da Selznick International Pictures)
- Nothing Sacred (1937) (solo distribuzione; prodotto da Selznick International Pictures)
- Amore sublime10 (1937)
- È nata una stella* (1937) (solo distribuzione; prodotto da Selznick International Pictures)
- Trappola d'oro (Thunder in the City), regia di Marion Gering (1937) (solo distribuzione; prodotto da Atlantic Film Company)
- The Goldwyn Follies10 (1938)
- Le avventure di Tom Sawyer (1938)
- Cime tempestose10 (1939)
- Intermezzo (1939)
- Ombre rosse (1939)

### Anni quaranta
- Rebecca - La prima moglie9 (1940) (solo distribuzione; prodotto da Selznick International Pictures)
- Il ladro di Bagdad (1940) (distribuzione)
- Noi siamo le colonne (1940)
- Il grande dittatore11 (1940)
- I misteri di Shanghai (1941)
- Lady Hamilton (1941)
- Vogliamo vivere! (1942) (solo distribuzione; prodotto da London Films)
- Since You Went Away (1944) (solo distribuzione; prodotto da Selznick International Pictures)
- Enrico V (1944) (distribuzione)
- Io ti salverò9 (1945) (solo distribuzione; prodotto da Selznick International Pictures)
- Guest Wife (1945)
- A Night in Casablanca3 (1946)
- Copacabana4 (1946)
- Anima e corpo4 (1947)
- Curley (1947)
- The Paradine Case (1947)
- Monsieur Verdoux11 (1947)
- Arco di trionfo (1948)
- Who Killed Doc Robbin (1948)
- Il fiume rosso (1948)
- Africa Screams* (1949)

### Anni cinquanta
- La sanguinaria6 (1950)
- Una notte sui tetti4 (1950)
- Due ore ancora* (1950)
- La regina d'Africa5 (1951) (distribuzione)
- Luci della ribalta11 (1952)
- Mezzogiorno di fuoco4 (1952)
- Moulin Rouge (1952)
- La fossa dei peccati (1952)
- Othello3 (1952) (distribuzione)
- Personal Affair (1953)
- Il tesoro dell'Africa* (1953)
- Gangsters in agguato* (1954)
- La contessa scalza (1954)
- Vera Cruz (1954)
- Marty, vita di un timido (1955)
- Un bacio e una pistola (Kiss Me Deadly) (1955)
- L'uomo dal braccio d'oro* (1955)
- La morte corre sul fiume (1955)
- Tempo d'estate (1955) (distribuzione)
- Giovani senza domani (A Kiss Before Dying) (1956)
- Il giro del mondo in 80 giorni6 (1956) (distribuzione)
- The Beast of Hollow Mountain (1956)
- The Delinquents (1957)
- Sweet Smell of Success (1957)
- La parola ai giurati (1957)
- Santa Giovanna (1957)
- The Defiant Ones (1958)
- Witness for the Prosecution (1958)
- The Big Country (1958)
- I vichinghi (1958)
- A qualcuno piace caldo (1959)
- The Great St. Louis Bank Robbery* (1959)

### Anni sessanta
- Il figlio di Giuda (1960)
- ...e l'uomo creò Satana (1960)
- La battaglia di Alamo (1960)
- The Apartment (1960)
- I magnifici sette (The Magnificent Seven) (1960)
- Vincitori e vinti (1961)
- Gli spostati (1961)
- West Side Story (1961)
- Uno, due, tre! (1961)
- La spada magica* (1961)
- Agente 007 - Licenza di uccidere (1962) (distribuzione)
- Dalla Russia con amore (1963) (distribuzione)
- La grande fuga (1963)
- Gli esclusi (1963)
- Tom Jones (1963)
- McLintock!* (1963)
- La Pantera Rosa (1963)
- Questo pazzo, pazzo, pazzo, pazzo mondo (1963, in Ultra Panavision)
- A Hard Day's Night7 (1964) (distribuzione)
- Per un pugno di dollari (1964) (distribuzione internazionale)
- Uno sparo nel buio (1964)
- Agente 007 - Missione Goldfinger (1964) (distribuzione)
- Come uccidere vostra moglie (1965)
- La più grande storia mai raccontata (1965)
- Help!8 (1965)
- Per qualche dollaro in più (1965) (distribuzione internazionale)
- Thunderball (1965) (distribuzione)
- Caccia alla volpe (1966)
- Frankie e Johnny (1966)
- Il buono, il brutto, il cattivo (1966) (distribuzione internazionale)
- How to Succeed in Business Without Really Trying (1967)
- La calda notte dell'ispettore Tibbs (1967)
- Agente 007 - Si vive solo due volte (1967) (distribuzione)
- Il laureato18 (1967, distribuito su scala internazionale; Embassy Pictures ha distribuito in USA)
- Billion-Dollar Brain (1967)
- Appuntamento sotto il letto (1968, co-produzione con Desilu Productions)
- Il caso Thomas Crown (1968)
- Chitty Chitty Bang Bang (1968) (distribuzione)
- Yellow Submarine (1968) (distribuzione)
- Buonasera, signora Campbell (Buona Sera, Mrs. Campbell) (1968)
- Un uomo da marciapiede (1969)
- Prendi i soldi e scappa (1969)
- Agente 007 - Al servizio segreto di Sua Maestà (1969) (distribuzione)
- Donne in amore (1969)
- Kes (1969) (distribuzione)

### Anni settanta
- Let It Be8 (1970)
- L'altra faccia dell'amore (1970)
- Il dittatore dello stato libero di Bananas (1971)
- Una scommessa in fumo (1971)
- 200 Motels (1971)
- Agente 007 - Una cascata di diamanti (1971) (distribuzione)
- Anche i dottori ce l'hanno (1971)
- Il violinista sul tetto (1971)
- Tutto quello che avreste voluto sapere sul sesso* *ma non avete mai osato chiedere (1972)
- Ultimo tango a Parigi (1972)
- Il lungo addio (1972)
- L'uomo della Mancha (1972)
- Agente 007 - Vivi e lascia morire (1973) (distribuzione)
- McKlusky, metà uomo e metà odio (1973)
- Il dormiglione (1973)
- Agente 007 - L'uomo dalla pistola d'oro (1974) (distribuzione)
- Gang (1974)
- I corrieri della Luna (tit. or. Moonrunners) (1974)
- Salò o le 120 giornate di Sodoma (1975) (distribuzione)
- Io non credo a nessuno (1975)
- Qualcuno volò sul nido del cuculo (1975)
- La Pantera Rosa colpisce ancora12 (1975, co-produzione con ITC Entertainment)
- Amore e guerra (Love and Death) (1975)
- La fuga di Logan (1976)
- Carrie - Lo sguardo di Satana (1976)
- Gator (1976)
- Quinto potere (1976, co-produzione con Metro-Goldwyn-Mayer)
- Rocky (1976)
- La Pantera Rosa sfida l'ispettore Clouseau (1976)
- Novecento15 (1976, distribuito solo in Australia e Francia, co-produzione con Paramount Pictures e 20th Century Fox)
- Io e Annie (1977)
- Quell'ultimo ponte (1977)
- Agente 007 - La spia che mi amava (1977) (distribuzione)
- Semi-Tough (1977)
- Tornando a casa (1978)
- L'ultimo valzer (The Last Waltz, 1978)
- Convoy (1978, co-produzione con EMI Films)
- Terrore dallo spazio profondo (1978)
- La vendetta della Pantera Rosa (1978)
- Marlowe indaga12 (1978) (distribuzione)
- Interiors (1978)
- Il Signore degli Anelli (1978) (distribuzione)
- Il vizietto (1979) (distribuzione)
- Manhattan (1979)
- Apocalypse Now16 (1979, solo distribuzione; prodotto da American Zoetrope)
- Yankees (1979, distribuito su scala internazionale; Universal Pictures ha distribuito in USA)
- Black Stallion (1979)
- Terrore dallo spazio profondo (1978)
- Oltre il giardino (1979) (solo distribuzione; prodotto da Lorimar Productions)
- Rocky II (1979)
- Agente 007 - Moonraker - Operazione spazio (1979) (distribuzione)
- Roller Boogie (1979)

### Anni ottanta
- Cruising6 (1980) (solo distribuzione; prodotto da Lorimar Productions)
- A donne con gli amici (1980)
- Windows (1980)
- Witches' Brew17 (1980)
- Stardust Memories (1980)
- Il grande uno rosso (1980) (solo distribuzione; prodotto da Lorimar Productions)
- I cancelli del cielo (1980)
- I mastini della guerra (1980) (distribuzione)
- Countdown dimensione zero13 (1980)
- Strade violente (1981)
- Alla maniera di Cutter (1981)
- Agente 007 - Solo per i tuoi occhi (1981) (distribuzione)
- The Beast Within (1982)
- Sulle orme della Pantera Rosa (1982)
- Rocky III (1982)
- Brisby e il segreto di NIMH (1982)
- The Plague Dogs (1982, solo distribuzione; prodotto da Nepenthe Productions)
- The Black Stallion Returns (1983)
- La Pantera Rosa - Il mistero Clouseau (1983)
- Wargames - Giochi di guerra (1983)
- Yentl (1983)
- Agente 007 - Octopussy - Operazione piovra (1983) (distribuzione)
- Hot Dog... The Movie (1984)
- Il Papa del Greenwich Village (1984)
- Rocky IV (1985)
- Agente 007 - Bersaglio mobile (1985) (distribuzione)
- Spalle larghe (1986)
- Agente 007 - Zona pericolo (1987)
- Real Men (1987)
- Baby Boom (1987)
- Le mille luci di New York (1988)
- Scappa, scappa... poi ti prendo! (1988)
- Rain Man (1988)
- La bambola assassina (1988)
- Charlie - Anche i cani vanno in paradiso (1989)
- Agente 007 - Vendetta privata (1989) (distribuzione)
- Il duro del Road House (1989)
- Always - Per sempre (1989, co-produzione con Universal Pictures e Amblin Entertainment)

### Anni novanta
- Rocky V (1990)
- Il figlio della Pantera Rosa (1993)
- Il tuo amico nel mio letto (1994)
- Tank Girl (1995)
- The Fantasticks (1995)
- Hackers (1995)
- Showgirls (1995, co-produzione con Carolco Pictures e Chargeurs)
- Agente 007 - GoldenEye (1995)
- Rob Roy (1995)
- The Birdcage (1996)
- Agente 007 - Il domani non muore mai (1997)
- La maschera di ferro (1998)
- Ronin (1998)
- Carrie 2 - La furia (1999)

### Anni duemila
- Le bianche tracce della vita (2000)
- Ghost World (2001, co-produzione con Granada Productions)
- Jeepers Creepers - Il canto del diavolo (2001, co-produzione con American Zoetrope)
- No Man's Land (2001) (distribuzione)
- Indagini sporche (2002, co-produzione con Alphaville Films)
- Nicholas Nickleby (2002)
- 24 Hour Party People (2002) (co-produzione con Film Council, FilmFour e Baby Cow Productions)
- Tutto o niente (2002) (solo distribuzione; prodotto da StudioCanal)
- Bowling for Columbine (2002, co-produzione con Alliance Atlantis)
- Igby Goes Down (2002)
- Jeepers Creepers II (2003, co-produzione con American Zoetrope)
- The Yes Men (2003)
- Osama (2003)
- Coffee and Cigarettes (2003)
- Codice 46 (2003, co-produzione con BBC Films)
- Schegge di April (2003)
- Saved! (2004)
- Undertow (2004)
- Hotel Rwanda (2004, co-produzione con Lions Gate Entertainment)
- Truman Capote - A sangue freddo (2005, co-distribuzione con Sony Pictures Classics)
- Romance & Cigarettes14 (2005, co-produzione con i fratelli Coen e Icon Productions)
- Art School Confidential - I segreti della scuola d'arte (2006, co-distribuzione con Sony Pictures Classics)
- Il mistero del bosco (2006)
- Leoni per agnelli (2007)
- Operazione Valchiria (2008)
- Fame - Saranno famosi (2009)

### Anni duemiladieci
- Un tuffo nel passato (2010)
- Red Dawn - Alba Rossa (2012)